# Nati nel 1272
| Questa pagina contiene informazioni ricavate automaticamente dalle voci biografiche con l'ausilio del template Bio e di un bot. L'aggiornamento è periodico e automatico e ricostruisce completamente la pagina. Se manca una persona in questa lista, sei pregato di non aggiungerla, ma accertati piuttosto che la sua voce biografica contenga il template Bio e che i dati anagrafici siano correttamente compilati. Se il template Bio manca, inseriscilo tu stesso o, in alternativa, metti l'avviso {{tmp\|Bio}} che ne segnala la mancanza. Se i dati riportati sono sbagliati, correggi direttamente la voce biografica; le modifiche saranno visibili in questa lista entro pochi giorni. Per chiarimenti vedi il progetto biografie. La lista contiene solo le 7 persone che sono citate nell'enciclopedia e per le quali è stato implementato correttamente il template Bio. Pagina aggiornata al 10 ago 2025. |

- Guglielmo I Bevilacqua, condottiero italiano († 1335)
- Giovanna d'Inghilterra, nobildonna inglese († 1307)
- Margherita di Fiandra, nobildonna († 1331)
- Salamish († 1291)
- Bernardo Tolomei, religioso italiano († 1348)
- Amalrico II di Tiro († 1310)
- Cecilia di Rodez, nobile francese († 1313)